# Berg ten Houte
Berg ten Houte is een helling in de Vlaamse Ardennen op de grens van Schorisse en Ronse. De asfalthelling werd vanwege de slechte staat in 2018 heraangelegd in kasseien.

## Wielrennen

### Ronde van Vlaanderen
Berg ten Houte is 14 maal (1982-1990, 2021-2025) opgenomen in de Ronde van Vlaanderen. De helling werd in de periode 1982-1990 steeds beklommen tussen de Taaienberg en de Kouterberg, daarna volgde de Eikenberg. In 1990 werd overigens de Kouterberg pas officieel genoemd in het wedstrijdboek. In 2021-2023 is Berg ten Houte de 10e helling tussen Valkenberg en Kanarieberg. In 2024 en 2025 ligt ze tussen de Valkenberg en de Kruisberg.

### Andere wielerkoersen
Berg ten Houte is ook weleens opgenomen in de E3 Harelbeke, recent in 2013. Vanaf 2019 wordt de helling - nu uitgevoerd in kasseien - opgenomen in Dwars door Vlaanderen. In 2022 wordt ze voor het eerst opgenomen in Kuurne-Brussel-Kuurne, in 2023 en 2024 is ze wederom opgenomen in het parkoers van deze wedstrijd.

### Zitbankje
In 2023 werd een zitbank ingericht met opschrift Sit and have a rest on my favourite climb ter ere van Allan Peiper, die in Maarkedal woont.

## Afbeeldingen

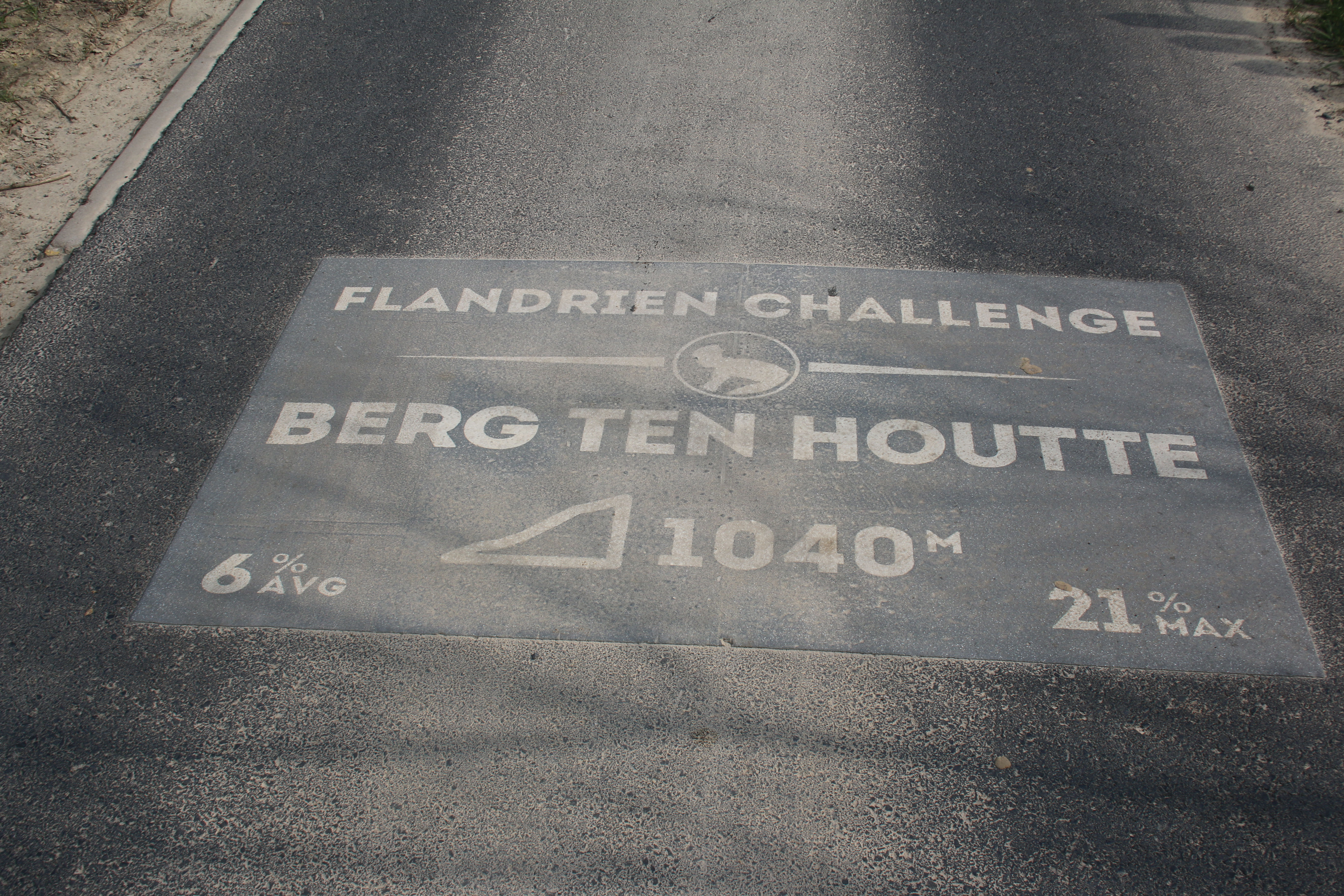
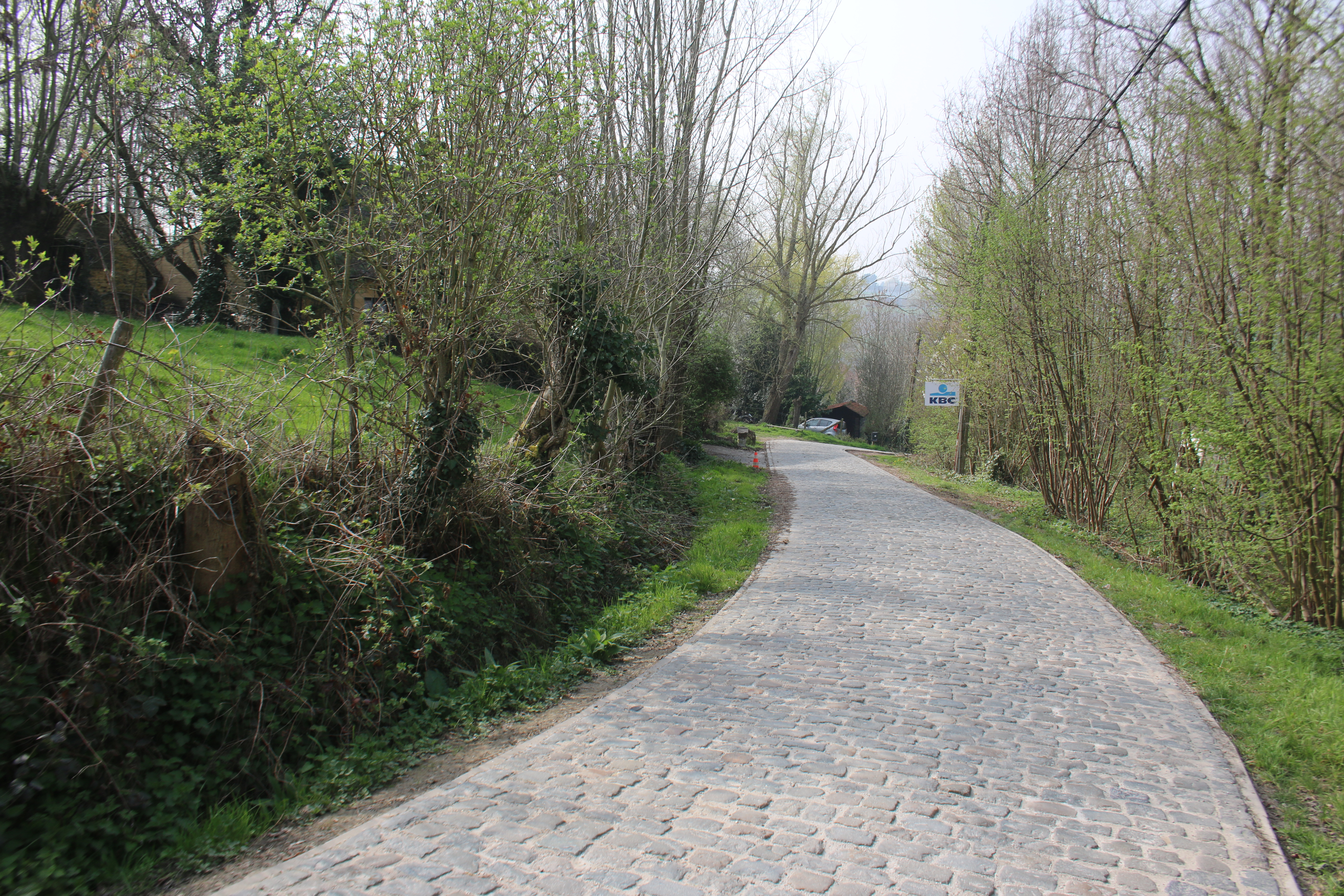
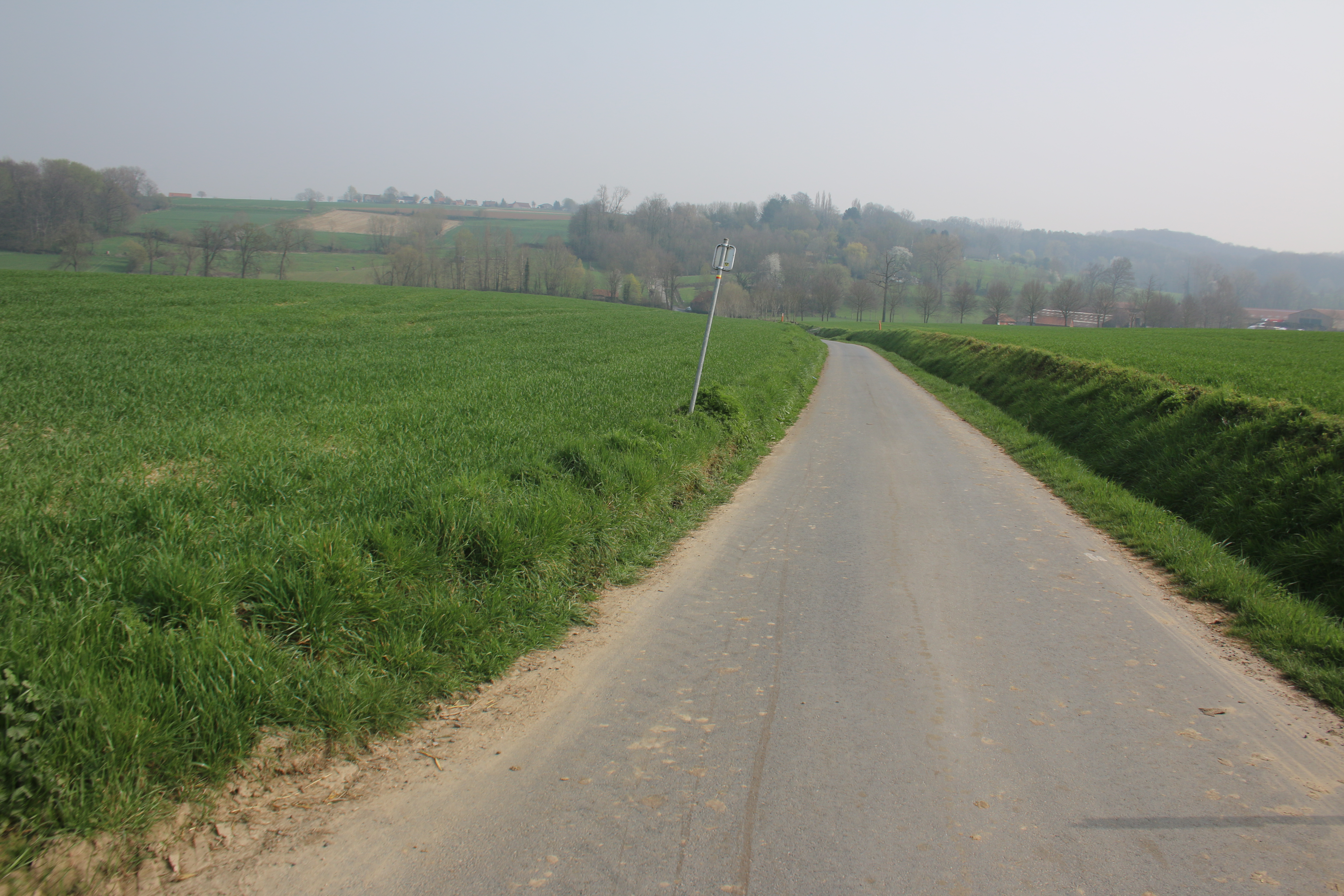
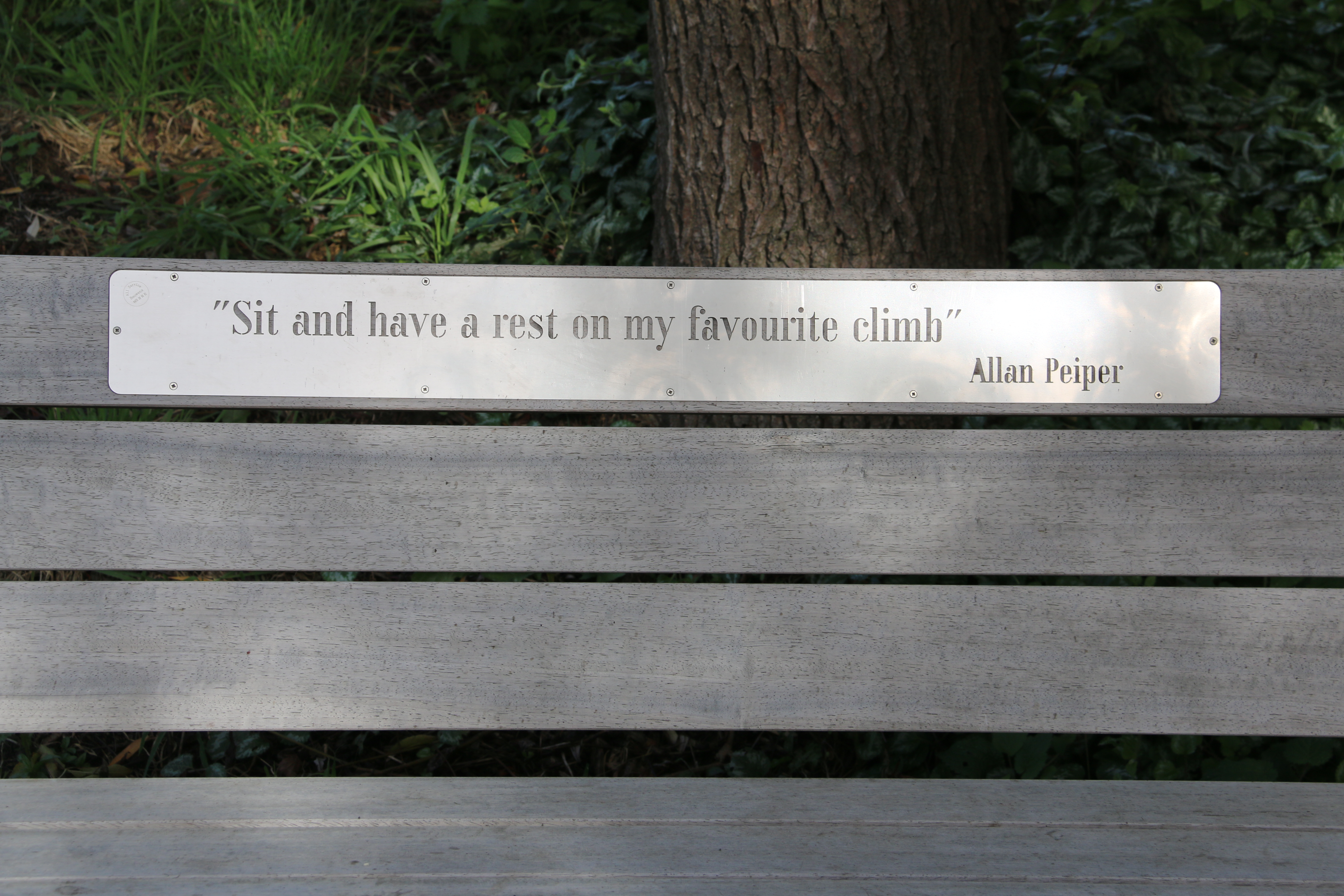